# Tú sí que vales (Italia) (sesta edizione)
La sesta edizione del talent show Tú sí que vales è andata in onda il sabato ogni prima serata su Canale 5 dal 19 ottobre al 14 dicembre 2019 per nove puntate.
Sono confermati sia i presentatori, ovvero Belén Rodríguez, Martín Castrogiovanni e Alessio Sakara, che i giudici della scorsa edizione: Maria De Filippi, Gerry Scotti, Rudy Zerbi e Teo Mammucari, mentre Sabrina Ferilli nel ruolo di giudice popolare. Le registrazioni si sono svolte sempre presso lo studio 8 del Centro Titanus Elios di Roma.
L'edizione è stata vinta dal soprano italiano Enrica Musto, che si è aggiudicata il montepremi di 100000 €.

## La giuria popolare
La giuria popolare in questa edizione è comandata da Sabrina Ferilli che sostituisce Iva Zanicchi. Il giudice popolare ha lo stesso potere inferiore dell'anno scorso rispetto agli altri giudici, infatti può allungare le esibizioni senza però bloccarle.

## Audizioni
Legenda:
     Il concorrente è in finale
     Concorrenti appartenenti alla Scuderia Scotti

### Prima puntata
La prima puntata di Audizioni è andata in onda il 19 ottobre 2019. I concorrenti ammessi in questa puntata sono:
| Nome artista            | Genere                            | Voto dei giudici | Voto della giuria popolare |
| ----------------------- | --------------------------------- | ---------------- | -------------------------- |
| Fratelli Gargarelli     | Ballerini                         | 4 vale           | 98% positivo               |
| Diego & Elena           | Trasformisti e acrobati           | 4 vale           | 100% positivo              |
| Massimo Bianchini       | Cantante                          | 3 vale           | 92% negativo               |
| Sarah & Gioele          | Cantanti madre e figlio           | 4 vale           | 88% positivo               |
| Barcode Company         | Acrobati                          | 4 vale           | 100% positivo              |
| Claudio Novelli         | Anziano ballerino comico          | 1 vale           | 75% positivo               |
| Fratelli Rossi          | Acrobati                          | 4 vale           | 85% positivo               |
| Osman Delibash          | Record di permanenza nel ghiaccio | 4 vale           | 76% positivo               |
| Kai Hou                 | Acrobata                          | 4 vale           | 94% positivo               |
| Alex Ostrovskiy         | Burattinaio                       | 4 vale           | 73% positivo               |
| Entre Nous              | Pole dancers                      | 4 vale           | 98% positivo               |
| Adrian Seven            | Mago comico                       | 3 vale           | 63% positivo               |
| Er Conte Ciriola        | Monologhista                      | 4 vale           | 70% positivo               |
| Antonio Coccia Colaiuda | Anziano ballerino                 | 4 vale           | 73% positivo               |
| Kieron Johnson          | Rigurgitatore                     | 4 vale           | 78% positivo               |
| Ava la Dama in Verde    | Fachira e spogliarellista comica  | 4 vale           | 54% negativo               |
| Walter Di Francesco     | Mentalista                        | 3 vale           | 91% positivo               |

- Accedono direttamente alla Finale i trasformisti e acrobati Diego & Elena e gli acrobati Barcode Company.
- Si sono esibiti in qualità di ospiti i Modà.

### Seconda puntata
La seconda puntata di Audizioni è andata in onda il 26 ottobre 2019. I concorrenti ammessi in questa puntata sono:
| Nome artista                       | Genere                       | Voto dei giudici | Voto della giuria popolare |
| ---------------------------------- | ---------------------------- | ---------------- | -------------------------- |
| Scandinavian Boards                | Acrobati                     | 4 vale           | 97% positivo               |
| Danila Torcoli                     | Pole dancer                  | 4 vale           | 90% positivo               |
| Patrizio Ratto                     | Pianista e ballerino         | 4 vale           | 98% positivo               |
| Dundu                              | Burattinai                   | 4 vale           | 98% positivo               |
| Shijir-Erdene Bat-Enkh             | Memorizzatore                | 4 vale           | 98% positivo               |
| Emanuele e Leonardo D'Angelo       | Ballerini di tip tap         | 4 vale           | 90% positivo               |
| Oleg Tatarynov                     | Acrobata                     | 4 vale           | 96% positivo               |
| Valerio Zanchè                     | Cantante comico              | 3 vale           | 89% positivo               |
| Marianna Giordano                  | Bambina narratrice di favole | 4 vale           | 79% positivo               |
| I Girotondo                        | Calciatori                   | 3 vale           | 69% negativo               |
| Winston                            | Mago                         | 4 vale           | 53% positivo               |
| Stefano Bonesini                   | Monologhista                 | 3 vale           | 74% positivo               |
| Strong Lady                        | Strongwoman                  | 3 vale           | 63% positivo               |
| Francesco Sanapo                   | Assaggiatore di caffè        | 4 vale           | 57% negativo               |
| Luigi Di Michele                   | Arciere                      | 4 vale           | 84% positivo               |
| Chiara Penco                       | Atleta di MMA                | 4 vale           | 87% positivo               |
| Claudio Zoffoli e Michelle Rizzolo | Inventori                    | 4 vale           | 98% positivo               |
| Lord Nil                           | Escapologo                   | 3 vale           | 61% positivo               |
| Igor Minerva                       | Imitatore                    | 4 vale           | 98% positivo               |
| Maurizio Midiri                    | Ballerino                    | 1 vale           | 82% positivo               |

### Terza puntata
La terza puntata di Audizioni è andata in onda il 2 novembre 2019. I concorrenti ammessi in questa puntata sono:
| Nome artista     | Genere                     | Voto dei giudici | Voto della giuria popolare |
| ---------------- | -------------------------- | ---------------- | -------------------------- |
| Elastic          | Comico                     | 4 vale           | 74% positivo               |
| Mattia e Giulia  | Atleti di mano a mano      | 4 vale           | 100% positivo              |
| Ben Hanlin       | Mago                       | 4 vale           | 92% positivo               |
| Swami La Rosa    | Cantante                   | 4 vale           | 81% positivo               |
| Crew Skillaz     | Crew                       | 3 vale           | 89% positivo               |
| Jody Bellucci    | Uomo cannone               | 4 vale           | 85% positivo               |
| Antonio De Luca  | Anziano cantante           | 1 vale           | 76% positivo               |
| Guillaume Juncar | Acrobata con il cerchio    | 4 vale           | 97% positivo               |
| Duo Air Skating  | Ginnasti e pattinatori     | 4 vale           | 100% positivo              |
| Desavi           | Burattinai                 | 4 vale           | 96% positivo               |
| LJ Marles        | Acrobata                   | 4 vale           | 92% positivo               |
| Simone e Idilio  | Lanciatori di marshmellows | 3 vale           | 61% negativo               |
| Freedom Ballet   | Ballerini                  | 3 vale           | 52% positivo               |
| Dino Mancino     | Pianista e cantante        | 2 vale           | 60% positivo               |
| Footwork Italia  | Ping pong con i piedi      | 4 vale           | 60% negativo               |
| Erberto Rio      | Anziano ballerino          | 2 vale           | 80% positivo               |

- Si sono esibiti in qualità di ospiti Emma e Alberto Urso.

### Quarta puntata
La quarta puntata di Audizioni è andata in onda il 9 novembre 2019. I concorrenti ammessi in questa puntata sono:
| Nome artista              | Genere                         | Voto dei giudici | Voto della giuria popolare |
| ------------------------- | ------------------------------ | ---------------- | -------------------------- |
| Manolo Paoletti           | Rapper                         | 3 vale           | 82% positivo               |
| Richard Jones             | Mago                           | 4 vale           | 97% positivo               |
| Duo Alexey e Pavel        | Ballerini e acrobati           | 4 vale           | 98% positivo               |
| Gibbon                    | Giocolieri                     | 4 vale           | 52% positivo               |
| Deadly Games              | Fachiri                        | 4 vale           | 100% positivo              |
| Glauco Franca             | Comico                         | 4 vale           | 69% negativo               |
| Gaggi Yatarov             | Atleta di calisthenics         | 4 vale           | 96% positivo               |
| Alex Dowis                | Pittore al buio                | 4 vale           | 98% positivo               |
| Chiara Censori            | Pattinatrice                   | 4 vale           | 94% positivo               |
| Candymen                  | Spogliarellisti                | 4 vale           | 77% positivo               |
| ?                         | Imitatore di Adriano Celentano | 3 vale           | 90% positivo               |
| Jose e Dani               | Acrobati                       | 4 vale           | 93% positivo               |
| Sethward Allison          | Comico                         | 3 vale           | 83% negativo               |
| Vako                      | Risolve cubi di Rubik in apnea | 4 vale           | 93% positivo               |
| Lory ASMR                 | Rumorista                      | 4 vale           | 95% negativo               |
| Rockets Stars             | Acrobati                       | 4 vale           | 94% positivo               |
| Dodgeball Average Perugia | Giocatori di dodgeball         | 4 vale           | 76% positivo               |
| Egisto Castagnoli         | Anziano ballerino              | 2 vale           | 98% positivo               |

- Accedono direttamente alla Finale i fachiri Deadly Games.

### Quinta puntata
La quinta puntata di Audizioni è andata in onda il 16 novembre 2019. I concorrenti ammessi in questa puntata sono:
| Nome artista         | Genere                        | Voto dei giudici | Voto della giuria popolare |
| -------------------- | ----------------------------- | ---------------- | -------------------------- |
| Andrea Prince        | Creatore di effetti visivi    | 4 vale           | 61% positivo               |
| Edson e Leon         | Anziani atleti di mano a mano | 4 vale           | 98% positivo               |
| Horror House         | Casa degli orrori             | 3 vale           | 60% positivo               |
| Maude e Raphaël      | Acrobati                      | 4 vale           | 100% positivo              |
| Jimmy Delp           | Mago comico                   | 4 vale           | 87% positivo               |
| Esteriore Brothers   | Cantanti                      | 2 vale           | 97% positivo               |
| Domenico Mastronardi | Ballerino comico              | 1 vale           | 85% positivo               |
| Maurizio Zavatta     | Equilibrista                  | 4 vale           | 88% positivo               |
| Messoudi Brothers    | Atleti di mano a mano         | 4 vale           | 96% positivo               |
| Il Coro che non c'è  | Coro                          | 4 vale           | 96% positivo               |
| Aldo Muci            | Abbracciatore                 | 3 vale           | 82% negativo               |
| Danny Luftman        | Giocoliere                    | 4 vale           | 88% positivo               |
| Guy First            | Musicista comico              | 4 vale           | 66% positivo               |
| Angelo Rito          | Ballerino                     | 4 vale           | 83% positivo               |
| Mago Martin          | Mago                          | 4 vale           | 68% positivo               |
| Enrico Amodeo        | Cantante                      | 3 vale           | 53% negativo               |
| Freedom Jazz         | Band                          | 4 vale           | 96% positivo               |
| Raimondo Laino       | Ipnotista                     | 3 vale           | 61% negativo               |
| Blue Tokio           | Acrobati                      | 3 vale           | 81% positivo               |
| Il Cinquetto         | Musicisti comici              | 4 vale           | 98% positivo               |
| Pierino Biancospino  | Comico                        | 1 vale           | 88% positivo               |

### Sesta puntata
La sesta puntata di Audizioni è andata in onda il 23 novembre 2019. I concorrenti ammessi in questa puntata sono:
| Nome artista                   | Genere                                 | Voto dei giudici | Voto della giuria popolare |
| ------------------------------ | -------------------------------------- | ---------------- | -------------------------- |
| Ludovico Lombardi              | Mago                                   | 4 vale           | 80% positivo               |
| Kristy Sellars                 | Pole dancer e illusionista informatica | 4 vale           | 92% positivo               |
| Giada Regoli e Andrea Pacini   | Slackliners                            | 4 vale           | 88% positivo               |
| Franco Domenico Federico       | Cantante comico                        | 2 vale           | 56% positivo               |
| Lorenzo e Sergio Migliorati    | Breakdancers padre e figlio            | 4 vale           | 98% positivo               |
| Lorenzo Chilowatt              | Scienziato                             | 4 vale           | 78% positivo               |
| Archangels                     | Acrobati                               | 4 vale           | 94% positivo               |
| Gino Simeone                   | Tributo a Gerry Scotti                 | 2 vale           | 100% positivo              |
| Gabriele Andriulli             | Culturista disabile                    | 4 vale           | 98% positivo               |
| Atai Show                      | Contorsionisti e ballerini             | 4 vale           | 94% positivo               |
| Giovanna Prato                 | Anziana comica                         | 4 vale           | 52% positivo               |
| Antonio Capasso                | Costruttore con oggetti riciclati      | 4 vale           | 84% positivo               |
| The Space Cowboy               | Fachiro                                | 3 vale           | 55% positivo               |
| Alice Faraone e William Pisani | Ballerini                              | 4 vale           | 74% positivo               |
| Elisa Mutto                    | Acrobata                               | 4 vale           | 93% positivo               |
| Claudio e Filippo              | Schiacciatori di lattine               | 4 vale           | 60% negativo               |
| Duo Maintenant                 | Atleti di mano a mano                  | 4 vale           | 98% positivo               |
| Box of Clowns                  | Burattinai                             | 4 vale           | 72% positivo               |
| Acro Barcelona                 | Acrobati                               | 4 vale           | 97% positivo               |

- Si è esibita in qualità di ospite Giordana Angi.

### Settima puntata
La settima puntata di Audizioni è andata in onda il 30 novembre 2019. I concorrenti ammessi in questa puntata sono:
| Nome artista                        | Genere                         | Voto dei giudici | Voto della giuria popolare |
| ----------------------------------- | ------------------------------ | ---------------- | -------------------------- |
| Boyon Boyon                         | Giocolieri con lo yo-yo        | 3 vale           | 86% positivo               |
| Viviana Rossi                       | Acrobata                       | 4 vale           | 98% positivo               |
| Alfred Cobami                       | Escapologo                     | 4 vale           | 94% positivo               |
| Acrobatica Grugliasco               | Ginnasti                       | 4 vale           | 97% positivo               |
| Rafael                              | Ventriloquo                    | 4 vale           | 77% positivo               |
| Bayley Graham                       | Ballerino di tip tap           | 3 vale           | 62% positivo               |
| Konstantin Muraviev                 | Acrobata con il cerchio comico | 4 vale           | 94% positivo               |
| Fratelli Losio                      | Atleti di sci su strada        | 4 vale           | 95% positivo               |
| Giordano Concetti                   | Cantante comico                | 1 vale           | 95% positivo               |
| Sergey Dashevskiy                   | Pedala su biciclette minuscole | 4 vale           | 97% positivo               |
| Kalon Rae                           | Cantante                       | 4 vale           | 51% positivo               |
| Creativo 77                         | Doppiatore                     | 3 vale           | 92% negativo               |
| Pirates of the Carabina             | Acrobati                       | 4 vale           | 100% positivo              |
| Marianna De Sanctis                 | Artista con gli hula hoop      | 4 vale           | 90% positivo               |
| Walter Di Francesco                 | Mentalista                     | 4 vale           | 91% positivo               |
| Hyperhook                           | Ballerini e acrobati           | 4 vale           | 96% positivo               |
| Bou Bou                             | Pittore                        | 4 vale           | 96% positivo               |
| Gustavo Sartori                     | Ginnasta                       | 4 vale           | 100% positivo              |
| Francesca Turnaturi e Fabio Vignolo | Inventori                      | 4 vale           | 77% positivo               |
| Duo Forza                           | Atleti di mano a mano comici   | 4 vale           | 78% positivo               |
| Sorelle Rossetto                    | Cantanti                       | 4 vale           | 82% positivo               |
| Super Natural Flow                  | Cantante e ballerini           | 2 vale           | 70% positivo               |

- Il mentalista Walter Di Francesco si era già esibito nella prima puntata.

### Ottava puntata
L'ottava puntata di Audizioni è andata in onda il 7 dicembre 2019. I concorrenti ammessi in questa puntata sono:
| Nome artista                      | Genere                   | Voto dei giudici | Voto della giuria popolare |
| --------------------------------- | ------------------------ | ---------------- | -------------------------- |
| Bert & Fred                       | Fachiri comici           | 4 vale           | 93% positivo               |
| Enrica Musto                      | Soprano                  | 4 vale           | 98% positivo               |
| Chiara Bosco                      | Attrice horror           | 4 vale           | 62% positivo               |
| Filippo Lattarulo                 | Anziano strongman        | 4 vale           | 86% positivo               |
| Zinzi & Evertjan                  | Atleti di mano a mano    | 4 vale           | 98% positivo               |
| Piccola Orchestra di Fiano Romano | Musicisti                | 4 vale           | 91% positivo               |
| Kerol                             | Beatboxer e giocoliere   | 4 vale           | 100% positivo              |
| Kukharenko Brothers               | Acrobati                 | 4 vale           | 96% positivo               |
| Hakan Berg                        | Cantante e illusionista  | 4 vale           | 71% positivo               |
| Claudio e Mirco Scarantino        | Sollevatori di pesi      | 4 vale           | 81% positivo               |
| Demente Show                      | Illusionisti informatici | 4 vale           | 69% positivo               |
| The Blues Bloaters                | Musicisti di una onlus   | 4 vale           | 54% positivo               |
| Raoul Maiuli                      | Comico                   | 4 vale           | 86% positivo               |
| Carlos e Mario                    | Acrobati                 | 4 vale           | 96% positivo               |
| Christian Triventi                | Ballerino                | 4 vale           | 94% positivo               |

- Al termine della puntata c'è stata una mini-semifinale per decretare 4 dei finalisti: i concorrenti si sono sfidati a coppie e per ogni sfida i giudici hanno deciso chi far passare in Finale; di seguito le sfide (in verde i concorrenti promossi e in rosso quelli eliminati).

| Primo sfidante      | Secondo sfidante   | Voti dei giudici |
| ------------------- | ------------------ | ---------------- |
| Igor Minerva        | Oleg Tatarynov     | 1-3              |
| Richard Jones       | Messoudi Brothers  | 0-3              |
| Fratelli Gargarelli | Esteriore Brothers | 3-0              |
| Patrizio Ratto      | Gaggi Yatarov      | 3-2              |

Gli altri concorrenti ammessi alla Finale sono:
| Nome artista                 |
| ---------------------------- |
| Mattia e Giulia              |
| Ben Hanlin                   |
| Desavi                       |
| Emanuele e Leonardo D'Angelo |
| Chiara Bosco                 |
| Guy First                    |
| Entre Nous                   |
| Edson e Leon                 |
| Gabriele Andriulli           |
| Acrobatica Grugliasco        |
| Viviana Rossi                |
| Enrica Musto                 |

- Per motivi ignoti, Diego & Elena, i Barcode Company e i Messoudi Brothers non parteciperanno alla Finale.

## Finale
I concorrenti ammessi alla Finale sono:
| Nome artista                 | Genere                        |
| ---------------------------- | ----------------------------- |
| Deadly Games                 | Fachiri                       |
| Oleg Tatarynov               | Acrobata                      |
| Fratelli Gargarelli          | Ballerini                     |
| Patrizio Ratto               | Pianista e ballerino          |
| Mattia e Giulia              | Atleti di mano a mano         |
| Ben Hanlin                   | Mago                          |
| Desavi                       | Burattinai                    |
| Emanuele e Leonardo D'Angelo | Ballerini di tip tap          |
| Chiara Bosco                 | Attrice horror                |
| Guy First                    | Musicista comico              |
| Entre Nous                   | Pole dancers                  |
| Edson e Leon                 | Anziani atleti di mano a mano |
| Gabriele Andriulli           | Culturista disabile           |
| Acrobatica Grugliasco        | Ginnasti                      |
| Viviana Rossi                | Acrobata                      |
| Enrica Musto                 | Soprano                       |

I concorrenti sono stati divisi in 4 quartine e il pubblico da casa, tramite il Televoto, ha deciso il migliore di ognuna, che passa alla fase successiva; questo l'esito:

### Primo Gruppo
| Posizione | Nome artista                 | Genere                | % Televoto |
| --------- | ---------------------------- | --------------------- | ---------- |
| 1ª        | Mattia e Giulia              | Atleti di mano a mano | 41%        |
| 2ª        | Chiara Bosco                 | Attrice horror        | 34%        |
| 3ª        | Deadly Games                 | Fachiri               | 18%        |
| 4ª        | Emanuele e Leonardo D'Angelo | Ballerini di tip tap  | 7%         |

### Secondo Gruppo
| Posizione | Nome artista          | Genere     | % Televoto |
| --------- | --------------------- | ---------- | ---------- |
| 1ª        | Enrica Musto          | Soprano    | 55%        |
| 2ª        | Viviana Rossi         | Acrobata   | 19%        |
| 3ª        | Acrobatica Grugliasco | Ginnasti   | 16%        |
| 4ª        | Desavi                | Burattinai | 10%        |

### Terzo Gruppo
| Posizione | Nome artista        | Genere              | % Televoto |
| --------- | ------------------- | ------------------- | ---------- |
| 1ª        | Ben Hanlin          | Mago                | 46%        |
| 2ª        | Fratelli Gargarelli | Ballerini           | 27%        |
| 3ª        | Gabriele Andriulli  | Culturista disabile | 14%        |
| 4ª        | Oleg Tatarynov      | Acrobata            | 13%        |

### Quarto Gruppo
| Posizione | Nome artista   | Genere                        | % Televoto |
| --------- | -------------- | ----------------------------- | ---------- |
| 1ª        | Patrizio Ratto | Pianista e ballerino          | 38%        |
| 2ª        | Edson e Leon   | Anziani atleti di mano a mano | 30%        |
| 3ª        | Entre Nous     | Pole dancers                  | 21%        |
| 4ª        | Guy First      | Musicista comico              | 11%        |

### Televoto finale
Alla fine della puntata il pubblico, sempre tramite il televoto, ha rivotato i 4 migliori concorrenti, stilando la seguente classifica: 
| Posizione | Nome artista    | Genere                | % Televoto |
| --------- | --------------- | --------------------- | ---------- |
| 1ª        | Enrica Musto    | Soprano               | 36%        |
| 2ª        | Ben Hanlin      | Mago                  | 30%        |
| 3ª        | Patrizio Ratto  | Pianista e ballerino  | 20%        |
| 4ª        | Mattia e Giulia | Atleti di mano a mano | 14%        |

- Quindi la vincitrice della sesta edizione di Tú sí que vales è la soprano Enrica Musto, seguita al secondo posto dal mago Ben Hanlin; medaglia di bronzo per Patrizio Ratto, pianista e ballerino.

## Classifica finale
| Posizione | Nome artista                 | Genere                        |
| --------- | ---------------------------- | ----------------------------- |
| 1ª        | Enrica Musto                 | Soprano                       |
| 2ª        | Ben Hanlin                   | Mago                          |
| 3ª        | Patrizio Ratto               | Pianista e ballerino          |
| 4ª        | Mattia e Giulia              | Atleti di mano a mano         |
| 5ª        | Chiara Bosco                 | Attrice horror                |
| 5ª        | Viviana Rossi                | Acrobata                      |
| 5ª        | Fratelli Gargarelli          | Ballerini                     |
| 5ª        | Edson e Leon                 | Anziani atleti di mano a mano |
| 9ª        | Deadly Games                 | Fachiri                       |
| 9ª        | Acrobatica Grugliasco        | Ginnasti                      |
| 9ª        | Gabriele Andriulli           | Culturista disabile           |
| 9ª        | Entre Nous                   | Pole dancers                  |
| 13ª       | Emanuele e Leonardo D'Angelo | Ballerini di tip tap          |
| 13ª       | Desavi                       | Burattinai                    |
| 13ª       | Oleg Tatarynov               | Acrobata                      |
| 13ª       | Guy First                    | Musicista comico              |

## Scuderia Scotti
Anche quest'anno all'interno della trasmissione c'è la Scuderia Scotti. I concorrenti della Scuderia Scotti, dal discutibile talento, non partecipano alla competizione tradizionale di Tú Sí Que Vales, bensì in un circuito apposito per loro. Questi i concorrenti che ne fanno parte:
| Nome artista             | Genere                   |
| ------------------------ | ------------------------ |
| Claudio Novelli          | Anziano ballerino comico |
| Valerio Zanchè           | Cantante comico          |
| Stefano Bonesini         | Monologhista             |
| Maurizio Midiri          | Ballerino                |
| Antonio De Luca          | Anziano cantante         |
| Erberto Rio              | Anziano ballerino        |
| Egisto Castagnoli        | Anziano ballerino        |
| Domenico Mastronardi     | Ballerino comico         |
| Enrico Amodeo            | Cantante                 |
| Pierino Biancospino      | Comico                   |
| Franco Domenico Federico | Cantante comico          |
| Gino Simeone             | Tributo a Gerry Scotti   |
| Giordano Concetti        | Cantante comico          |
| Creativo 77              | Doppiatore               |

Sono stati poi scelti da Gerry i 6 migliori:
| Nome artista             | Genere           |
| ------------------------ | ---------------- |
| Valerio Zanchè           | Cantante comico  |
| Stefano Bonesini         | Monologhista     |
| Antonio De Luca          | Anziano cantante |
| Domenico Mastronardi     | Ballerino comico |
| Franco Domenico Federico | Cantante comico  |
| Giordano Concetti        | Cantante comico  |

Semifinale
Durante l'ottava puntata c'è stata una scrematura in vista della Finale, con le seguenti sfide:
| Primo sfidante           | % voto | Secondo sfidante     | % voto |
| ------------------------ | ------ | -------------------- | ------ |
| Valerio Zanchè           | 84%    | Domenico Mastronardi | 16%    |
| Stefano Bonesini         | 32%    | Antonio De Luca      | 68%    |
| Franco Domenico Federico | 6%     | Giordano Concetti    | 94%    |

Finale
I 3 finalisti della Scuderia Scotti sono:
| Nome artista      | Genere           |
| ----------------- | ---------------- |
| Valerio Zanchè    | Cantante comico  |
| Antonio De Luca   | Anziano cantante |
| Giordano Concetti | Cantante comico  |

Durante la Finale i 3 concorrenti si sono esibiti per l'ultima volta e la giuria popolare in studio ha stabilito il vincitore. Questa la classifica finale:
| Posizione | Nome artista      | Genere           | % voto |
| --------- | ----------------- | ---------------- | ------ |
| 1ª        | Giordano Concetti | Cantante comico  | 48%    |
| 2ª        | Valerio Zanchè    | Cantante comico  | 35%    |
| 3ª        | Antonio De Luca   | Anziano cantante | 17%    |

- Quindi il vincitore della Scuderia Scotti è il cantante comico Giordano Concetti.

## Ascolti
| Puntata                    | Messa in onda    | Telespettatori | Share  | Ospiti                              |
| -------------------------- | ---------------- | -------------- | ------ | ----------------------------------- |
| 1                          | 19 ottobre 2019  | 4 988 000      | 28,01% | Modà                                |
| 2                          | 26 ottobre 2019  | 5 342 000      | 29,96% | –                                   |
| 3                          | 2 novembre 2019  | 5 378 000      | 28,63% | Emma, Alberto Urso                  |
| 4                          | 9 novembre 2019  | 5 683 000      | 31,54% | –                                   |
| 5                          | 16 novembre 2019 | 5 427 000      | 29,50% | –                                   |
| 6                          | 23 novembre 2019 | 5 406 000      | 28,76% | Giordana Angi                       |
| 7                          | 30 novembre 2019 | 5 192 000      | 28,10% | –                                   |
| 8                          | 7 dicembre 2019  | 5 084 000      | 28,70% | –                                   |
| Finale                     | 14 dicembre 2019 | 5 151 000      | 31,27% | Nyv Pinternagel, Federico Pietrucci |
| Media                      | Media            | 5 295 000      | 29,39% |                                     |
| L'album di Tú sí que vales | 21 dicembre 2019 | 2 906 000      | 17,40% |                                     |

- Nota 1: in termini di telespettatori, l'edizione risulta essere la più vista dell'intero programma.